# Liverpool Football Club 1992-1993
Questa voce raccoglie le informazioni riguardanti il Liverpool Football Club nelle competizioni ufficiali della stagione 1992-1993

## Stagione
Fra i membri fondatori della Premier League, il Liverpool trascorse buona parte della stagione nelle posizioni di metà classifica del nuovo campionato, ottenendo nel finale il sesto posto della stagione precedente. Poco degne di nota furono anche le prestazioni della squadra nelle coppe, in particolare le eliminazioni al terzo turno dalla FA Cup per mano del club di terza divisione del Bolton e dalla Coppa delle Coppe, per effetto di una doppia sconfitta agli ottavi di finale contro lo Spartak Mosca.

## Maglie e sponsor
Lo sponsor tecnico per la stagione 1992-1993 è Adidas, mentre lo sponsor ufficiale è Carlsberg.
| Manica sinistra · Manica sinistra · Maglietta · Maglietta · Manica destra · Pantaloncini · Pantaloncini · Calzettoni | Manica sinistra · Manica sinistra · Maglietta · Maglietta · Manica destra · Pantaloncini · Calzettoni | Manica sinistra · Manica sinistra · Maglietta · Maglietta · Manica destra · Manica destra · Pantaloncini · Pantaloncini · Calzettoni | Manica sinistra · Manica sinistra · Maglietta · Maglietta · Manica destra · Manica destra · Pantaloncini · Pantaloncini · Calzettoni |

## Organigramma societario
Area direttiva
- Presidente: David Moores

Area tecnica
- Allenatore: Graeme Souness
- Allenatore in seconda: Ronnie Moran, Phil Boersma, Roy Evans

## Rosa
| N. |                        | Ruolo | Calciatore             |
| -- | ---------------------- | ----- | ---------------------- |
|    | Zimbabwe (bandiera)    | P     | Bruce Grobbelaar       |
|    | Inghilterra (bandiera) | P     | Mike Hooper            |
|    | Inghilterra (bandiera) | P     | David James            |
|    | Norvegia (bandiera)    | D     | Stig Inge Bjørnebye    |
|    | Inghilterra (bandiera) | D     | David Burrows          |
|    | Inghilterra (bandiera) | D     | Steve Harkness         |
|    | Inghilterra (bandiera) | D     | Rob Jones              |
|    | Scozia (bandiera)      | D     | Steve Nicol            |
|    | Danimarca (bandiera)   | D     | Torben Piechnik        |
|    | Inghilterra (bandiera) | D     | Nick Tanner            |
|    | Inghilterra (bandiera) | D     | Mark Wright (capitano) |
|    | Inghilterra (bandiera) | D     | John Barnes            |
|    | Inghilterra (bandiera) | C     | Phil Charnock          |
|    | Inghilterra (bandiera) | C     | Don Hutchison          |

| N. |                        | Ruolo | Calciatore      |
| -- | ---------------------- | ----- | --------------- |
|    | Ungheria (bandiera)    | C     | István Kozma    |
|    | Inghilterra (bandiera) | C     | Mike Marsh      |
|    | Inghilterra (bandiera) | C     | Steve McManaman |
|    | Danimarca (bandiera)   | C     | Jan Mølby       |
|    | Inghilterra (bandiera) | C     | Jamie Redknapp  |
|    | Inghilterra (bandiera) | C     | Michael Thomas  |
|    | Inghilterra (bandiera) | C     | Mark Walters    |
|    | Irlanda (bandiera)     | C     | Ronnie Whelan   |
|    | Irlanda (bandiera)     | A     | Tony Cousins    |
|    | Inghilterra (bandiera) | A     | Robbie Fowler   |
|    | Israele (bandiera)     | A     | Ronny Rosenthal |
|    | Galles (bandiera)      | A     | Ian Rush        |
|    | Galles (bandiera)      | A     | Dean Saunders   |
|    | Inghilterra (bandiera) | A     | Paul Stewart    |

## Risultati

### FA Cup
| Terzo turno | Bolton | 2 – 2 | Liverpool |  |

| Terzo turno (Replay) | Liverpool | 0 – 2 | Bolton |  |

### Charity Shield
| Arbitro: | Elleray |

|                                  |           |                                           |
| Cantona 26’, 77’, 87’ Dorigo 43’ | Marcatori | 34’ Rush 65’ Saunders 89’ (aut.) Strachan |

### Coppa delle Coppe
| Arbitro: | Veiga Tigo |

|                                         |           |                      |
| Stewart 4’, 38’ Rush 39’, 50’, 55’, 74’ | Marcatori | 84’ (rig.) Špoljarić |

| Arbitro: | Stafoggia |

|               |           |                        |
| Špoljarić 60’ | Marcatori | 62’ Rush 68’ Hutchison |

| Arbitro: | Larsson |

|                                                  |           |                          |
| Pisarev 10’ Karpin 69’, 84’ (rig.) Ledjachov 89’ | Marcatori | 66’ Wright 74’ McManaman |

| Arbitro: | Díaz Vega |

|  |           |                             |
|  | Marcatori | 63’ Radčenko 89’ Pjatnickij |